# Улица Юсифа Сафарова (Баку)
Улица Юсифа Сафарова (азерб. Yusif Səfərov küçəsi) — улица в Хатаинском районе Баку, протягивающаяся с юга на север. Улица начинается у Приморского бульвара и заканчивается у дорожной развязки, связывающей её с проспектом Гейдара Алиева. Длина улицы составляет 1,25 км.

## История
Улица была спроектирована во второй половине XIX века как часть Чёрного города — промышленного района Баку, являвшегося первым в России образцом городской уличной застройки по принципу прямоугольной сети. Современная улица Юсифа Сафарова, являясь крайней западной улицей нового района, получила название 1-й Черногородской. Южные окраины улицы впоследствии были приобретены промышленниками Кащеевыми, где сохранился некогда принадлежавший им одноэтажный дом; здесь же располагался один из домов, принадлежавший нефтепромышленнику Льву де Буру. В 1893 году на средства бакинских нефтепромышленников на среднем отрезке улицы, на углу с улицей 4-й Заводской (ныне — улица Мехтизаде), была построена Черногородская больница съезда бакинских нефтепромышленников (ныне — Центральная больница нефтяников), где уже в первые годы работали 36 врачей, три стоматолога, 31 представитель фельдшерского и акушерского персонала, 35 сестёр милосердия и 23 фармацевта. В 1917 году на улице располагалось колбасное предприятие Юсуфа и Агаали Мамедовых.
В советское время улица 1-я Черногородская, вошедшая в пределы Шаумяновского (до 1932 года — Фабричного) района Баку, была названа именем Михаила Баринова, руководителя объединения «Азнефть» и ректора Азербайджанского политехнического института, а позже — начальника Главнефти СССР (репрессирован в 1937 году). В послевоенную эпоху улица Баринова начала массово застраиваться государственными учреждениями промышленного характера. Здесь располагалось здание Министерства нефтяной промышленности Азербайджанской ССР (ныне — здание Республиканского перинатального центра) и Всесоюзный научно-исследовательский и проектный институт по подготовке, транспортировке и переработке природного газа (ВНИПИгаз). В 1962 году южный конец улицы на месте пересечения с улицей 1-й Заводской (позже — Юрия Гагарина, ныне — Афиаддина Джалилова) был соединён с центральной частью Баку путепроводом, впоследствии получившим название Гагаринский мост (в послесоветское время официально назывался мостом Джеваншира, демонтирован в 2024 году). В том же году на южном прибрежном конце улицы была сооружён причал паромной переправы Баку — Красноводск. В рамках комплексного благоустройства по центру относительно широкой улицы была проложена аллея, где в 1975 году, на перекрёстке с улицей Тельнова (ныне — Ходжалинский проспект), был установлен памятник Степану Шаумяну (демонтирован в 1990 году). На отрезке железной дороги между станциями Баку-Пассажирская и Кишлы была построена пассажирская станция Фиолетов (ныне не действует), расположенная вблизи северной окраины улицы Баринова. Улица превратилась в крупную транспортную артерию, соединяющую центр Баку с периферийными районами: Завокзальным и посёлком Кишлы.
После распада СССР улица была переименована в честь инженера-нефтяника Юсифа Сафарова. Тогда же на территории центральной аллеи, недалеко от бывшего памятника Шаумяну, был воздвигнут памятник сефевидскому шаху и поэту Хатаи в соответствии с новым названием Шаумяновского района — Хатаинский. В 2008 году в аллее был произведён капитальный ремонт, а в 2017 году в ходе работ по расширению проезжей части улицы аллея была ликвидирована. Сохранились лишь два небольших покрытых газоном участка, примыкавших к перекрёстку, на одном из которых стоял памятник Хатаи. Улица Сафарова, прежде страдавшая от дорожных заторов, была расширена до пяти-шести полос (одна из которых предназначена для общественного транспорта), а две проезжие части были разделены бетонной полосой, на которой были установлены дополнительные фонарные столбы. В 2020 году по причине строительства дорожной развязки памятник Хатаи был перенесён в сквер, разбитый между Центральной больницей нефтяников (№17) и Клиникой Лейлы Шихлинской (№19).

## Объекты и достопримечательности
| Номер дома | Изображение | Описание |
| ---------- | ----------- | --- |
| 5          |             | Музей современного искусства. Расположен на нижних этажах многоэтажного здания, построенного в 2009 году в модернистском стиле с элементами авангарда.                                                                                         |
| 7          |             | Средняя школа №27. Открыта в 1959 году как общеобразовательная школа с углублённым изучением английского языка. |
| —          |             | Памятник Хатаи. Установлен в 1993 году. Скульпторы И. Зейналов и З. Мехтиев. В 2020 году перенесён в сквер, расположенный между Центральной больницей нефтяников и Клиникой Лейлы Шихлинской.                                                  |
| —          |             | Парк. Расположен на перекрёстке с улицей Сабита Оруджева (ранее — 3-я Заводская). Заложен в 2017 году на месте складских помещений. |
| 12         |             | Республиканский перинатальный центр (до 2009 года — Республиканский родильный дом). В здании, построенном в 1950-х годах, изначально размещалось Министерство нефтяной промышленности Азербайджанской ССР.                                     |
| 14         |             | Здание Верховного суда Азербайджана. Построено в 2009 году в неоклассическом стиле с элементами традиционной местной архитектуры. Архитектор — Вугар Гасанов. Ранее на месте здания располагался Бакинский авторемонтный завод им. Ленина.     |
| 17         |             | Центральная больница нефтяников. Основана в 1893 году. Корпус, выходящий фасадом на улицу Сафарова, был построен в 1954 году. |
| 19         |             | Клиника Лейлы Шихлинской. Основана в 1999 году, расположена в одном из бывших корпусов Городской клинической больницы №2. Является первой многопрофильной частной клиникой в Азербайджане.                                                     |
| 25         |             | Городская клиническая больница №2 им. М. Эфендиева (ранее — Шаумяна). |
| 35         |             | Здание производственного объединения «Азеригаз». Построено в 1974 году. В советскую эпоху в здании размещался Всесоюзный научно-исследовательский и проектный институт по подготовке, транспортировке и переработке природного газа (ВНИПИгаз) |
| 45         |             | Здание Главного управления полиции города Баку. |
| 50         |             | Здание Государственного комитета имущества Азербайджана. |
| —          |             | Парк «Севирем». Западная часть парка, выходящая на улицу Сафарова, заложена в 2018 году, объединившись с уже существующей с 2016 года восточной частью.                                                                                        |